# Misja św. Wojciecha i św. Maksymiliana w Montrealu
Misja św. Wojciecha i św. Maksymiliana w Montrealu – misja rzymskokatolicka położona w dzielnicy Lachine w Montrealu w prowincji Quebec w Kanadzie.
Misję prowadzą franciszkanie konwentualni z kustodii kanadyjskiej św. Maksymiliana Marii Kolbe.
Msze św. odbywają się w angielskojęzycznym Resurrection of Our Lord Church w Lachine.

## Grupy parafialne
- Żywy Różaniec
- Ministranci
- Chór "Cantate Deo"

## Nabożeństwa
Msze św. w j. polskim: sobota: 18.00, niedziela: 8.00, 11:45, środa: 19.00, piątek: 19.00.